# Сьенсиано
«Сьенсиа́но» (Club Sportivo Cienciano del Cuzco) — перуанский футбольный клуб из города Куско. Клуб получил всемирную известность в 2003 году, когда сенсационно выиграл второй по значимости турнир Южной Америки — Южноамериканский кубок, обыграв в финале аргентинский «Ривер Плейт». В 2004 году клуб также выиграл Рекопу Южной Америки.

## История
Клуб был основан в 1901 году учениками Национальной школы науки города Куско (теперь это Национальный университет науки). В переводе с испанского Cienciano означает «человек науки» или «учёный». Впервые в Высший дивизион перуанского футбола клуб пробился в 1972 году, но вылетел четыре года спустя. Постоянным участником Примеры Перу «Сьенсиано» стал с 1992 года, выиграв за год до этого чемпионат Южного региона Перу.

### Южноамериканский кубок
В 2003 году клуб совершил настоящую сенсацию, выиграв международный турнир. По ходу были обыграны настоящие футбольные гранды своих стран. Сначала — действующий чемпион Перу «Спортинг Кристал». Затем ещё одна перуанская команда — «Альянса Лима», чилийский «Универсидад Католика» и колумбийский «Атлетико Насьональ» (победитель Кубка Либертадорес 1989), бразильский «Сантос» (двукратный победитель КЛ и в 2003 году — финалист главного клубного турнира Южной Америки). Наконец, в финале был обыгран ещё один двукратный клубный чемпион Америки — аргентинский «Ривер Плейт». После ничьей 3:3 в Буэнос-Айресе «Сьенсиано» одержал дома минимальную победу за счёт точного штрафного удара, исполненного защитником Карлосом Луго.
Это был первый международный титул для перуанских команд. До этого два гранда перуанского футбола — «Университарио» (1972) и «Спортинг Кристал» (1997) по одному разу доходили до финалов Кубка Либертадорес, но уступали там своим соперникам. При этом «Сьенсиано» до сих пор ни разу не был чемпионом Перу. Трижды команда занимала второе место. В 2001 году клуб выиграл первую фазу чемпионата, но уступил в серии пенальти победителю второй фазы «Альянсе» в матчах за чемпионский титул. В 2006 году ситуация повторилась, только «Альянса Лима» была победителем первой фазы, а «Сьенсиано» — второй.
В 2004 году «Сьенсиано» сразился в двухматчевом противостоянии с победителем Кубка Либертадорес 2003 года, очередным южноамериканским титаном — «Бокой Хуниорс» — за Рекопу, южноамериканский аналог Суперкубка УЕФА. Всё решилось в серии пенальти, где точнее были перуанцы.
По итогам сезона 2015 «Сьенсиано» вылетел из высшего дивизиона чемпионата Перу.

## Достижения
- Вице-чемпион Перу (3): 2001, 2005, 2006
- Победитель Второго дивизиона Перу (1): 2019
- Обладатель Южноамериканского кубка (1): 2003
- Обладатель Рекопы (1): 2004